# Gunung Seuke
Gunung Seuke är ett berg i Indonesien.   Det ligger i provinsen Aceh, i den västra delen av landet, 1 700 km nordväst om huvudstaden Jakarta. Toppen på Gunung Seuke är 1 493 meter över havet, eller 97 meter över den omgivande terrängen. Bredden vid basen är 0,46 km.
Terrängen runt Gunung Seuke är huvudsakligen kuperad, men åt sydväst är den bergig. Runt Gunung Seuke är det mycket glesbefolkat, med 4 invånare per kvadratkilometer. I omgivningarna runt Gunung Seuke växer i huvudsak städsegrön lövskog.